# 南薩哈林斯克經濟法學與資訊學院
46°57′32″N 142°43′57″E / 46.95889°N 142.73250°E
南薩哈林斯克經濟法學與資訊學院(俄语：Южно-Сахалинский институт экономики, права и информатики)，位於俄羅斯薩哈林州首府南薩哈林斯克，為俄羅斯亞洲地區一所技術與經濟大學院。該學院創建於1991年，創校以來畢業學生超過10,000人
該學院前身為薩哈林人文技術學院，是遠東第一所非國立高等教育機構，創辦人為姜永福。
2016年，因拒絕糾正與俄羅斯聯邦國家標準不一致之處，該學院被剝奪了認證。

## 學術單位
該校之學術單位分為1所4院11系，分別如下:
- 經濟與資訊學院
  - 經濟與金融管理系
  - 計算機技術與系統學系
  - 自然科學系

- 法學院
  - 勞工民法與民事訴訟系
  - 刑法與刑事執法之犯罪法律學系
  - 行政財務與國際法系
  - 國家法律的理論與憲法學系

- 工程學院
  - 電機、自動化與電力工程系
  - 建設陸上運輸科技綜合系

- 外國語學院
  - 理論語言學與外語教學系

- 論述研究所
  - 社會與人文科學系

## 外部連結
- 南薩哈林斯克經濟法學與資訊學院（俄文）